# Eupatula javanensis
Eupatula javanensis är en fjärilsart som beskrevs av George Francis Hampson 1913. Eupatula javanensis ingår i släktet Eupatula och familjen nattflyn. Inga underarter finns listade i Catalogue of Life.